# Lepidiota quinqueflabellata
Lepidiota quinqueflabellata är en skalbaggsart som beskrevs av Moser 1926. Lepidiota quinqueflabellata ingår i släktet Lepidiota och familjen Melolonthidae. Inga underarter finns listade i Catalogue of Life.